# Нидернберг
Ни́дернберг (нем. Niedernberg) — община в Германии, в земле Бавария. Подчиняется административному округу Нижняя Франкония. Входит в состав района Мильтенберг. Расположена на берегу Майна в 10 км к югу от Ашаффенбурга.
Население составляет 4961 человек (на 31 декабря 2014 года). Занимает площадь 15,61 км². В состав общины входит только один одноимённый населённый пункт.
Название Нидернберг происходит от старонемецких слов nidere — низкий и burc — укреплённое место. Таким образом, Нидернберг — это укреплённое место, расположенное в долине.

## Население
По оценке на 31 декабря 2015 года население общины Нидернберг составляет 4993 чел. 

| Дата      | 1840 | 1871 | 1900 | 1925 | 1939 | 1950 | 1961 | 1970 | 1987 | 2011 |
| --------- | ---- | ---- | ---- | ---- | ---- | ---- | ---- | ---- | ---- | ---- |
| Население | 904  | 961  | 1071 | 1355 | 1497 | 1935 | 2211 | 2853 | 3426 | 4890 |

| Год       | 1960 | 1970 | 1980 | 1990 | 2000 | 2009 | 2010 | 2011 | 2012 | 2013 | 2014 | 2015 |
| --------- | ---- | ---- | ---- | ---- | ---- | ---- | ---- | ---- | ---- | ---- | ---- | ---- |
| Население | 2179 | 2867 | 3189 | 3820 | 4749 | 4933 | 4920 | 4909 | 4863 | 4913 | 4961 | 4993 |

## Фотогалерея

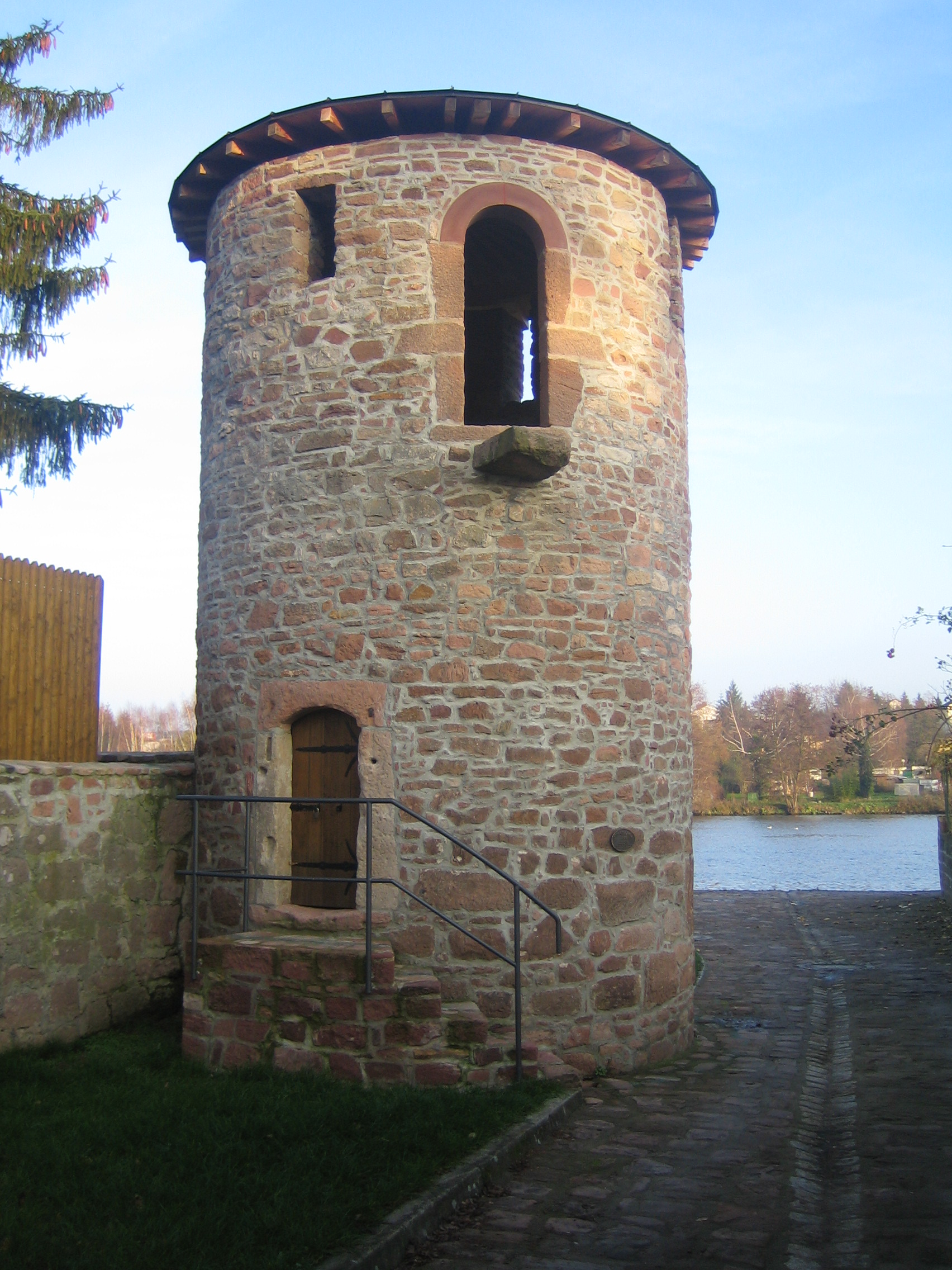
Башня
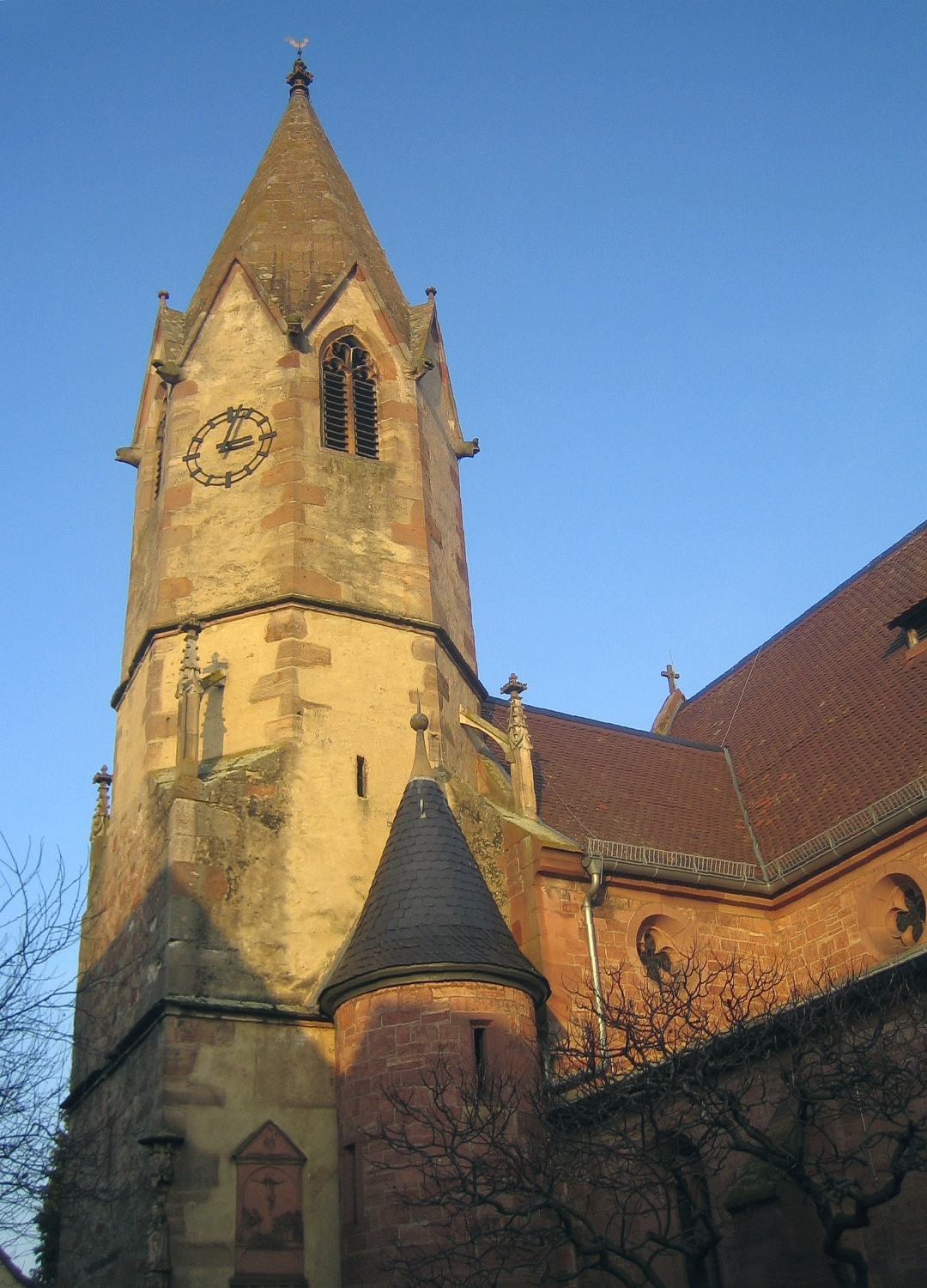
Церковь
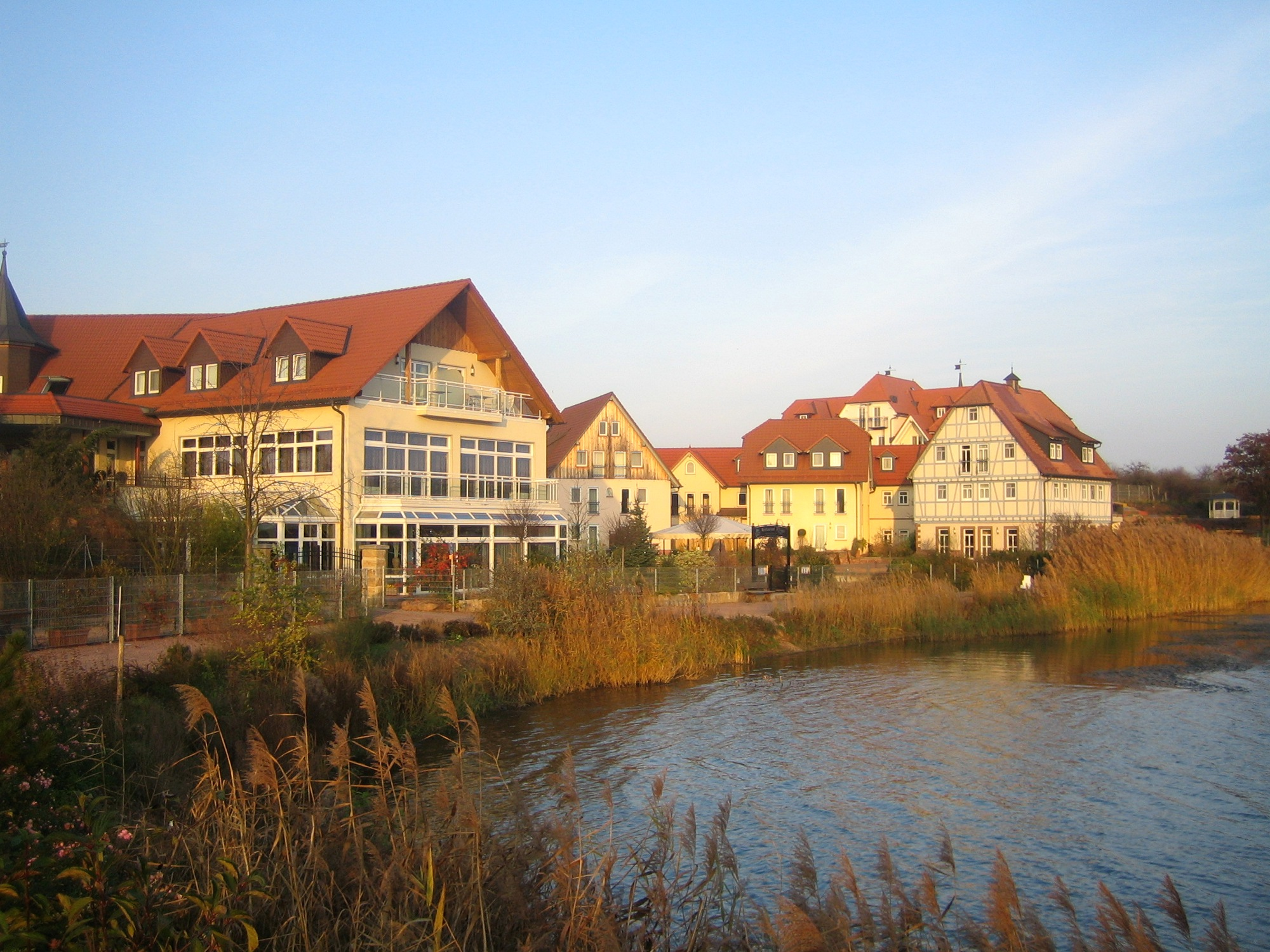
Гостиница у озера
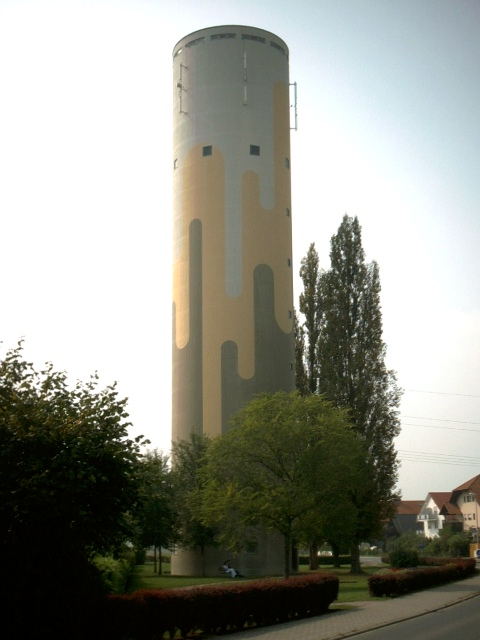
Водонапорная башня
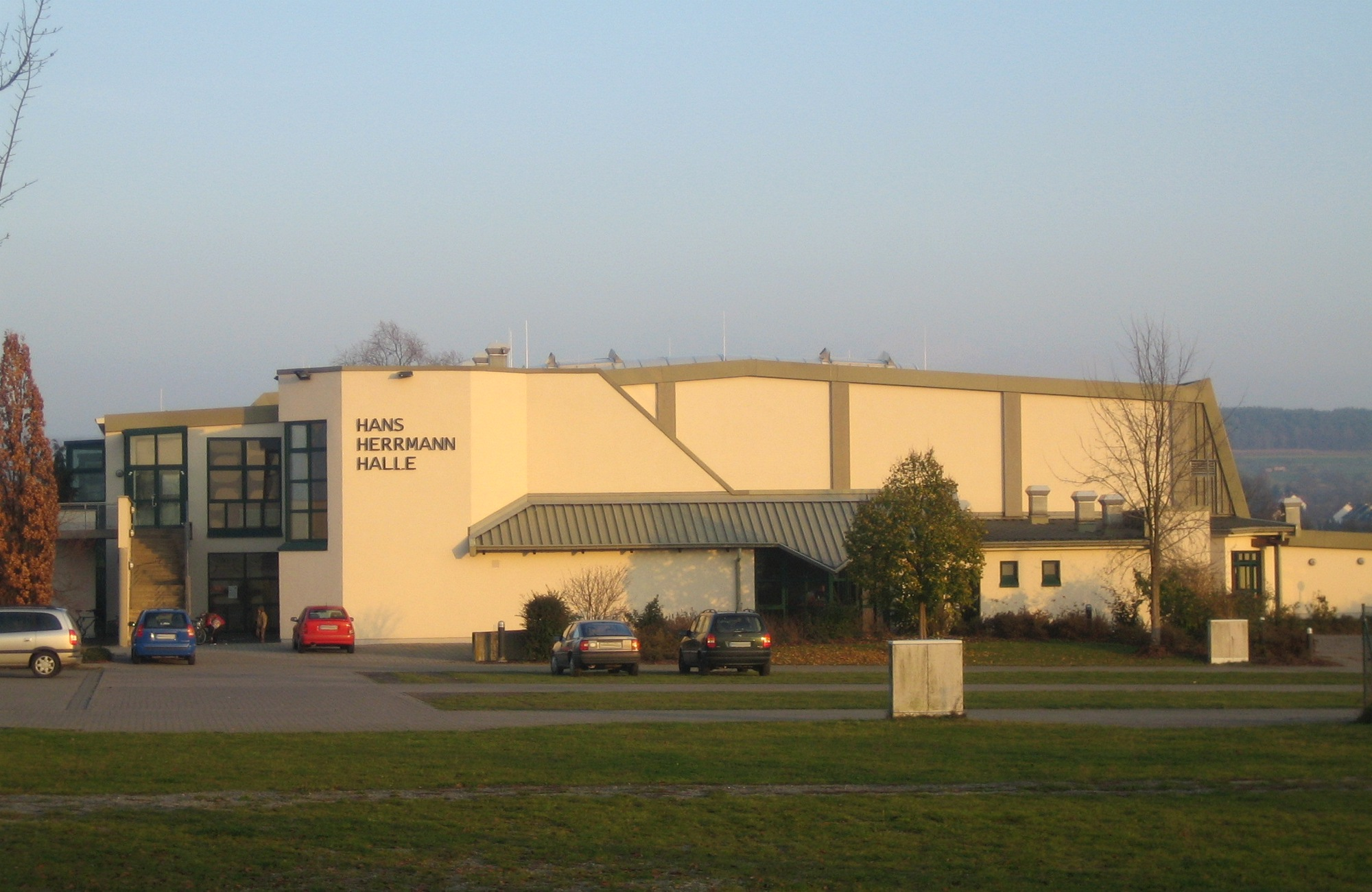
Зал Ганса-Германа